# Tronzano Vercellese
Tronzano Vercellese é uma comuna italiana da região do Piemonte, província de Vercelli, com cerca de 3.519 habitantes. Estende-se por uma área de 44 km², tendo uma densidade populacional de 80 hab/km². Faz fronteira com Alice Castello, Bianzè, Borgo d'Ale, Crova, Ronsecco, San Germano Vercellese, Santhià.

## Demografia
| Variação demográfica do município entre 1861 e 2011                               |
|                                                                                   |
| Fonte: Istituto Nazionale di Statistica (ISTAT) - Elaboração gráfica da Wikipedia |